# 青木薫
青木 薫（あおき かおる、1956年 - ）は、日本の女性翻訳家。
1956年山形県生まれ。1975年山形県立米沢興譲館高等学校卒業。1979年京都大学理学部物理学科卒業。1984年京都大学大学院理学研究科博士課程修了、「原子核間ポテンシャルのパリティ依存性及び角運動量依存性に関する微視的研究」で理学博士の学位を取得。専門は理論物理学。2007年度日本数学会出版賞受賞。

## 著書
- 『宇宙はなぜこのような宇宙なのか 人間原理と宇宙論』講談社現代新書 2013

## 翻訳
- S.コゼル他編『モスクワの森 物理学演習 MPTI物理問題集』青山秀明共訳 吉岡書店 1989
- F・D・ピート『常温核融合 科学論争を起こす男たち』吉岡書店 1990
- ハイゼンベルク 他『物理学に生きて 巨人たちの思索の軌跡』吉岡書店 1990 のちちくま学芸文庫
- 方励之,李淑嫺『方励之が語る宇宙のはじまり 最初に何が起こったか?』佐藤文隆共訳 講談社ブルーバックス 1990
- M.リオーダン 他『クォーク狩り 自然界の新階層を追って』吉岡書店 1991
- ドナルド・ゴールドスミス,ネーサン・コーウェン『銀河の謎にいどむ 母なる天の川の誕生と進化』講談社ブルーバックス 1992
- ドナルド・ゴールドスミス『宇宙を見つめる人たち』新潮文庫 1993
- D.ルエール『偶然とカオス』岩波書店 1993
- パリージ『場の理論 統計論的アプローチ』青山秀明共訳 吉岡書店（物理学叢書）1993
- ジョン・ボスロウ『ビッグバン危うし 宇宙論、はじめての危機』講談社 1993
- M.リオーダン、D.N.シュラム『宇宙創造とダークマター 素粒子物理からみた宇宙論』吉岡書店 1994
- マーチン・ムーア=イード『大事故は夜明け前に起きる』講談社 1994
- 『ネイチャー・ワークス 地球科学館』山口陽子共監訳 同朋舎出版 1994
- ヘンリエッタ・マッコール『メソポタミアの神話』1994、丸善ブックス
- メアリー・バトン『女と男・愛の進化論 女はとことん男を選ぶ』講談社 1995
- シンシア・モナハン『傷ついた子供の心の癒し方 子供は助けを求めている』講談社ブルーバックス 1995
- J.R.ホイジンガ『常温核融合の真実 今世紀最大の科学スキャンダル』化学同人 1995
- ベッツィ・A.スミス『イルカ・セラピー イルカとの交流が生む「癒し」の効果』佐度真紀子共訳 講談社ブルーバックス 1996
- ハラルド・フリッチ『世界を変えた式 アインシュタインvsニュートン』丸善 1996
- ローレンス・クラウス『物理の超発想 天才たちの頭をのぞく』講談社 1996
- ポール・デイヴィス『宇宙に隣人はいるのか』草思社 1997
- 『カール・セーガン科学と悪霊を語る』新潮社 1997「悪霊にさいなまれる世界」ハヤカワ文庫
- マルコム・E.ラインズ『物理と数学の不思議な関係』三田出版会 1998 のちハヤカワ文庫
- ヴィクター・J.ステンガー『宇宙に心はあるか』講談社 1999
- ルイス・ウォルパート,アリスン・リチャーズ『科学者の熱い心 その知られざる素顔』近藤修共訳、講談社ブルーバックス 1999
- クリフォード・A・ピックオーバー『2063年、時空の旅 タイムトラベルはどうすれば可能になるのか?』講談社ブルーバックス 2000
- カール・セーガン『人はなぜエセ科学に騙されるのか』新潮文庫 2000年
- サイモン・シン『フェルマーの最終定理－ピュタゴラスに始まり、ワイルズが証明するまで』新潮社 2000年 のち文庫
- ジョージ・ガモフ／ラッセル・スタナード『不思議宇宙のトムキンス』白揚社 2001
- サイモン・シン『暗号解読 -ロゼッタストーンから量子暗号まで』新潮社 2001 のち文庫
- トマス・フィンク、ヨン・マオ『ネクタイの数学』新潮OH!文庫 2001
- アルバート・ラズロ・バラバシ『新ネットワーク思考 世界のしくみを読み解く』NHK出版 2002
- アミール・D. アクゼル『「無限」に魅入られた天才数学者たち』早川書房 2002年 のち文庫
- ジェームズ・ワトソン、アンドリュー・ベリー『DNA すべてはここから始まった』講談社 2003
- ジョアオ・マゲイジョ『光速より速い光 アインシュタインに挑む若き科学者の物語』NHK出版 2003
- イアン・スチュアート『2次元より平らな世界 ヴィッキー・ライン嬢の幾何学世界遍歴』早川書房 2003
- レナード・ムロディナウ『ユークリッドの窓 平行線から超空間にいたる幾何学の物語』NHK出版 2003 のちちくま学芸文庫
- マーティン・リース『宇宙の素顔 すべてを支配する法則を求めて』講談社ブルーバックス 2003
- ティモシー・ガウアーズ『数学』（1冊でわかる）岩波書店 2004
- ローレンス・M.クラウス『物理学者はマルがお好き 牛を球とみなして始める、物理学的発想法』ハヤカワ文庫 2004
- バーカード・ポルスター『Q.E.D. 証明が生みだす美の世界』ランダムハウス講談社 2005
- ジョージ・G・スピーロ『ケプラー予想 四百年の難問が解けるまで』新潮社 2005 のち文庫
- アンソニー・アシュトン『ハーモノグラフ 音がおりなす美の世界』ランダムハウス講談社 2005
- ダウド・サットン『プラトンとアルキメデスの立体 三次元に浮かびあがる美の世界』ランダムハウス講談社 2005
- ジョン・マルティノー『星たちのダンス 惑星が描きだす美の世界』ランダムハウス講談社 2005
- サイモン・シン『ビッグバン宇宙論』新潮社 2006『宇宙創世』文庫
- ロバート・P・クリース『世界でもっとも美しい10の科学実験』日経BP社 2006
- ブライアン・グリーン『宇宙を織りなすもの 時間と空間の正体』草思社 2009
- マーシャ・ガッセン『完全なる証明 100万ドルを拒否した天才数学者』文藝春秋 2009 のち文庫
- サイモン・シン, エツァート・エルンスト『代替医療のトリック』新潮社 2010『代替医療解剖』新潮文庫 2013
- ジェームズ・ロバート・ブラウン『なぜ科学を語ってすれ違うのか ソーカル事件を超えて』みすず書房 2010
- 『アインシュタイン論文選「奇跡の年」の5論文』ジョン・スタチェル編 2011, ちくま学芸文庫
- ピーター・ペジック『青の物理学 空色の謎をめぐる思索』岩波書店 2011
- アルバート=ラズロ・バラバシ『バースト! 人間行動を支配するパターン』監訳 塩原通緒訳 NHK出版 2012
- ローレンス・クラウス『宇宙が始まる前には何があったのか?』文藝春秋 2013　文春文庫　2017
- サイモン・シン, エツァート・エルンストマンジット・クマール『量子革命 アインシュタインとボーア、偉大なる頭脳の激突』新潮社 2013
- ケネス・フォード『量子的世界像101の新知識 現代物理学の本質がわかる』監訳 塩原通緒訳 講談社ブルーバックス 2014
- セバスチャン・スン『コネクトーム 脳の配線はどのように「わたし」をつくり出すのか』草思社 2015
- エドワード・フレンケル『数学の大統一に挑む』文藝春秋 2015
- ジェームズ・D・ワトソン著 アレクサンダー・ガン、ジャン・ウィトコウスキー編『二重螺旋 完全版』新潮社 2015
- サイモン・シン『数学者たちの楽園「ザ・シンプソンズ」を作った天才たち』新潮社 2016
- ブライアン・グリーン『時間の終わりまで　物質、生命、心と進化する宇宙』講談社 2021